# Dímitra Tserkézou
 (janvier 2019).
Si vous disposez d'ouvrages ou d'articles de référence ou si vous connaissez des sites web de qualité traitant du thème abordé ici, merci de compléter l'article en donnant les références utiles à sa vérifiabilité et en les liant à la section « Notes et références ».
Dímitra Tserkézou (grec moderne : Δήμητρα Τσερκέζου), née en 1920 à Phanar et morte en 2007 à Athènes, est une sculptrice grecque.

## Biographie
Tserkézou est née à Constantinople d’une famille grecque partie vivre à Athènes, où elle finit l’École nationale des Beaux-Arts d’Athènes (section : sculpture) en 1946 ; elle était aussi spécialisée à l’art de fonderie de métaux (Milan, 1966 – 1971).
Déjà depuis 1952 elle avait une activité artistique remarquable d’abord avec sa première participation au 4e Grand salon panhellénique à Athènes puis avec ses deux expositions individuelles en 1953 à Thessalonique (à la Chambre commerciale et industrielle et dans le cadre de la 18e Foire internationale de Thessalonique), ensuite avec nombreuses participations au Pirée, à Athènes, à Milan, à Rome, à Turin, à Paris, à Strasbourg, à Deauville, à Biarritz, à Bruxelles, à Monaco, à Düsseldorf, au Québec, etc. Quarante de ses statues décorent des places publiques et des jardins en Grèce (Athènes, Syros, Chios etc.) mais aussi des collections à Zurich, au Vatican et à Washington (Maison Blanche).
Son art est néoréaliste, figuratif à la construction simple mais expressive, forte et gracieuse; ses compositions sont pleines d’humanisme (ses sujets sont en principe puisés dans la quotidienneté moderne) et elle donne vie aux dures matières du marbre, du bronze, du ciment et des nouveaux métaux.
Elle décède en 2007 à Athènes.

## Récompenses
Elle était honorée avec plusieurs médailles et distinctions comme par exemple :
- Médaille d’argent (& diplôme) à l’exposition internationale « Quandriennale d’Europa », Rome 1966.
- Médaille d’argent (& diplôme) à l’exposition internationale « Città del Sole », Rome 1966.
- Médaille d’argent (& diplôme) à l’exposition « Biennale d’Arte contemporanea », Rome 1968.
- Médaille d’or (& diplôme) par l’Académie de Rome « Tommazo Campanella », Rome 1972.
- Médaille d’or (& diplôme) « Burckhardt Campidoglio d’Oro par l’Académie Burckhardt, Rome 1979.

Elle était aussi membre associé de la « Société des Artistes Français » et membre de la « Société des Artistes Indépendants » (Paris); membre conseiller de la « Chambre des Arts Plastiques » et membre de « l’Association des Sculpteurs grecs » (Athènes), de la « Società per le belle arti ed esposizione permanante » (Milan); membre honorifique de l’Académie « Tommazo Campanella » (Rome) etc.